# World League di pallavolo 1990
La I World League di pallavolo si svolse dal 27 aprile al 15 luglio 1990. Dopo la fase a gironi, la fase finale, a cui si qualificarono le prime due squadre classificate nei due gironi di qualificazione, si disputò dal 14 al 15 luglio a Osaka, in Giappone. La vittoria finale andò per la prima volta all'Italia.

## Squadre partecipanti
| - Francia - Italia - Paesi Bassi - Unione Sovietica | - Brasile - Stati Uniti | - Cina - Giappone |

## Gironi
| Gruppo A                           | Gruppo B                                   |
| ---------------------------------- | ------------------------------------------ |
| Brasile Francia Italia Stati Uniti | Cina Giappone Paesi Bassi Unione Sovietica |

## Fase finale

### Finali 1º e 3º posto
Luogo:  Osaka
|  | Semifinali       | Semifinali       | Semifinali  |             |        | Finale           | Finale           | Finale          |  |
|  |                  |                  |             |             |        |                  |                  |                 |  |
|  | Italia           | Italia           | 3           |             |        |                  |                  |                 |  |
|  | Italia           | Italia           | 3           |             |        |                  |                  |                 |  |
|  | Unione Sovietica | Unione Sovietica | 2           |             |        |                  |                  |                 |  |
|  | Unione Sovietica | Unione Sovietica | 2           |             | Italia | Italia           | 3                |                 |  |
|  |                  |                  |             |             | Italia | Italia           | 3                |                 |  |
|  |                  |                  | Paesi Bassi | Paesi Bassi | 0      |                  |                  |                 |  |
|  | Brasile          | Brasile          | Paesi Bassi | Paesi Bassi | 0      | 0                |                  |                 |  |
|  | Brasile          | Brasile          |             |             |        | 0                |                  |                 |  |
|  | Paesi Bassi      | Paesi Bassi      | 3           |             |        | Finale 3º posto  | Finale 3º posto  | Finale 3º posto |  |
|  | Paesi Bassi      | Paesi Bassi      | 3           |             |        |                  |                  |                 |  |
|  |                  |                  |             |             |        |                  |                  |                 |  |
|  |                  |                  |             |             |        | Unione Sovietica | Unione Sovietica | 1               |  |
|  |                  |                  |             |             |        | Unione Sovietica | Unione Sovietica | 1               |  |
|  |                  |                  |             |             |        | Brasile          | Brasile          | 3               |  |

## Classifica finale
| Classifica | Squadre          |
| ---------- | ---------------- |
|            | Italia           |
|            | Paesi Bassi      |
|            | Brasile          |
| 4          | Unione Sovietica |
| 5          | Francia          |
| 6          | Giappone         |
| 7          | Stati Uniti      |
| 8          | Cina             |

## Premi individuali
- MVP: Andrea Zorzi
- Miglior schiacciatore: Ron Zwerver
- Miglior muro: Andrea Gardini
- Miglior palleggiatore: Paolo Tofoli
- Miglior ricevitore: Paolo Tofoli